# Reces

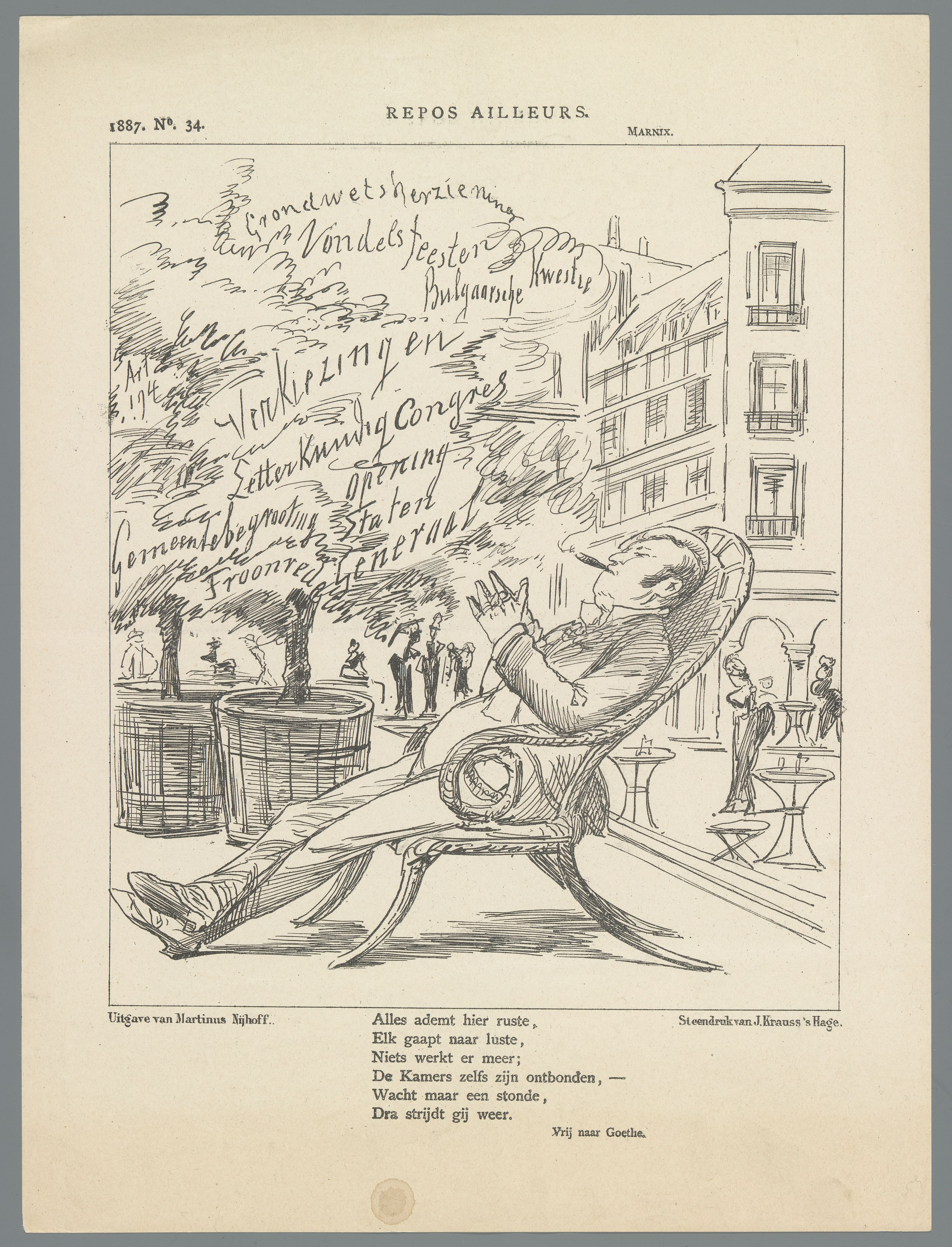
Spotprent van over het zomerreces.
Alles ademt hier ruste,
Elk gaapt naar luste,
Niets werkt er meer;
De Kamers zelfs zijn ontbonden –
Wacht maar een stonde,
Dra strijdt gij weer.
Vrij naar Goethe
(Martinus Nijhoff)

Een reces is een periode waarin een parlement geen geplande vergaderingen heeft. Dit gebeurt doorgaans rond de zomermaanden, rond feestdagen en in het voorjaar.
Het parlement kan ook tijdens een reces worden bijeengeroepen voor een (spoed)debat.

## Etymologie
Als eerdere betekenis van het woord komt 'besluit, overeenkomst; verslag van onderhandelingen' voor.

## Nederland
Het Nederlandse parlement heeft zomerreces in de maanden juli en augustus. Ook tijdens schoolvakanties en in verkiezingstijd wordt er niet vergaderd.

## België
In het Belgische federaal parlement wordt het zomerreces beëindigd door de premier die in de Kamer van volksvertegenwoordigers het regeringsprogramma voor het politieke jaar voorstelt. Daarna volgt een stemming die de regering het vertrouwen geeft of weigert. De premier herhaalt de verklaring ook voor de Senaat, maar daar volgt geen vertrouwensstemming meer aangezien de regering sinds de staatshervorming van 1993 niet meer verantwoordelijk is ten aanzien van deze hoge vergadering. Meestal legt de premier deze verklaring de tweede donderdag van oktober af.
In het Vlaams parlement wordt het nieuwe parlementaire jaar geopend op de laatste maandag van september. Volgens de regels moet dan ook de Septemberverklaring afgelegd worden (de Vlaamse State of the Union of Troonrede).
Tijdens Belgische schoolvakanties vergadert het parlement niet.